# 4118 Свєта
4118 Свєта (4118 Sveta) — астероїд головного поясу, відкритий 15 жовтня 1982 року.
Тіссеранів параметр щодо Юпітера — 3,220.
Названий на честь радянського космонавта, двічі Героя Радянського Союзу Світлани Савицької.